# Europäisches Vogelschutzgebiet Nuthe-Nieplitz-Niederung
Das Europäische Vogelschutzgebiet Nuthe-Nieplitz-Niederung ist ein im Land Brandenburg gelegenes durch die Vogelschutzrichtlinie geregeltes Vogelschutzgebiet. Das im Jahr 2007 unter der Landesnummer 7023 und EU-Nummer DE 3744-421 registrierte Gebiet dient dem Schutz von wildlebenden Vögeln und zählt zum EU-Schutzgebietsnetz Natura 2000. Es umfasst zwei jeweils zusammenhängende Flächen und bezieht zwei Naturschutzgebiete (NSG) ein, das NSG Nuthe-Nieplitz-Niederung als Teil des Naturparks Nuthe-Nieplitz und das Naturschutzgebiet Rangsdorfer See am westlichen Ufer des Rangsdorfer Sees.

## Errichtung
Die beiden betroffenen Naturschutzgebiete (NSG) wurden bereits in den 1990er Jahren durch das Ministerium für Umwelt, Naturschutz und Raumordnung des Landes Brandenburg eingerichtet. Das NSG Nuthe-Nieplitz-Niederung wurde durch die Verordnung über das Naturschutzgebiet „Nuthe-Nieplitz-Niederung“ vom 9. Juni 1995 errichtet. Das NSG Rangsdorfer See wurde durch die Verordnung über das Naturschutzgebiet „Rangsdorfer See“ vom 27. April 1998 errichtet.
Das Vogelschutzgebiet wurde 2007 eingerichtet und umfasst insgesamt eine Fläche von 6144,09 Hektar.

## Geschützte Vogelarten

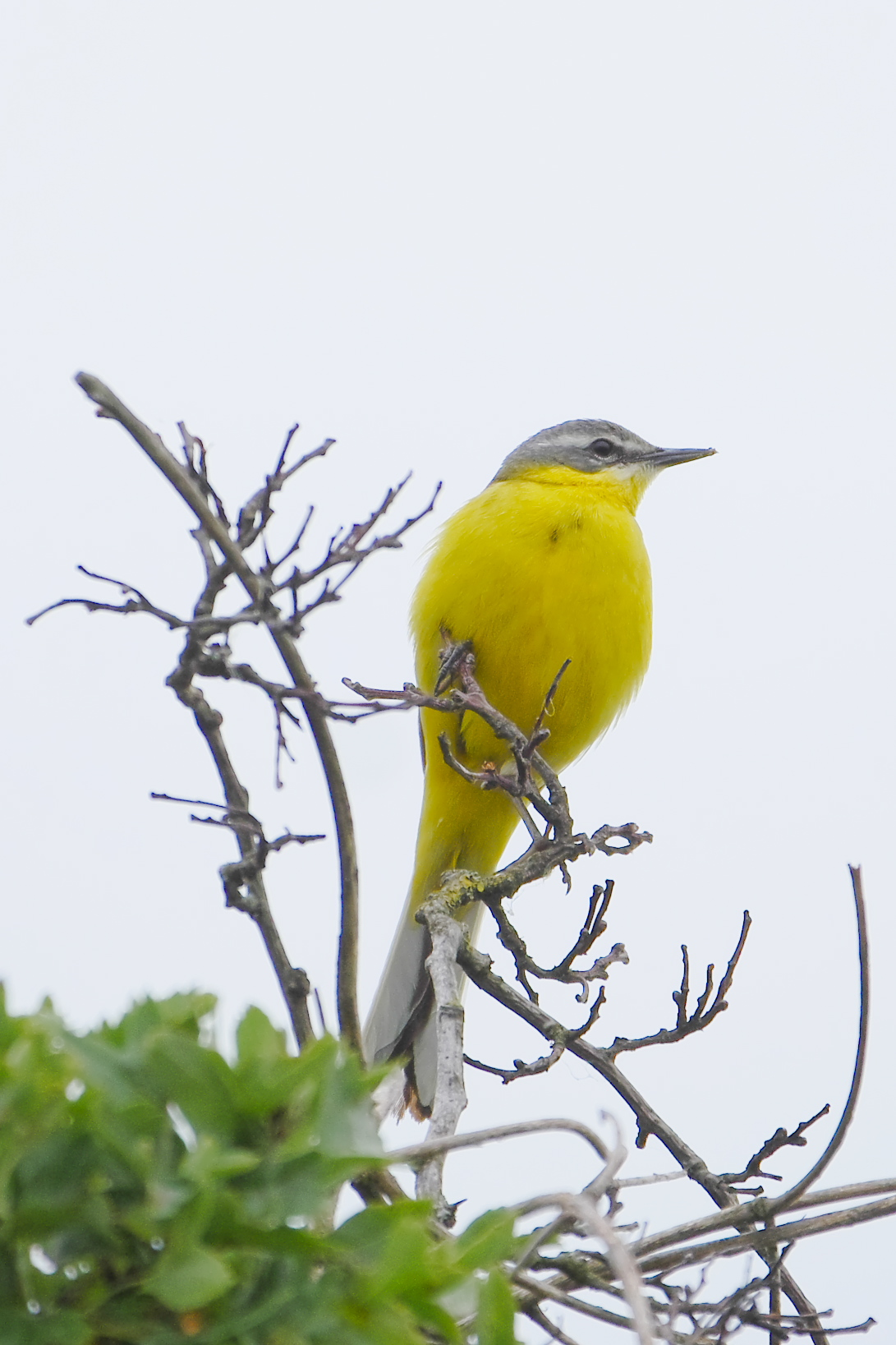
Wiesenschafstelzenmännchen Anfang Juni im Naturschutzgebiet Rangsdorfer See

Das Vogelschutzgebiet ist aufgrund der Feuchtgebiete und Gewässer für viele Brutvögel und als Durchzugs- und Rastgebiet für Wasservögel von großer Bedeutung.
Zu den geschützten Vogelarten zählen:
Eisvogel (Alcedo atthis), Zwerggans (Anser erythropus), Brachpieper (Anthus campestris), Rohrdommel (Botaurus stellaris), Weißwangengans (Branta leucopsis), Rothalsgans (Branta ruficollis), Weißbart-Seeschwalbe (Chlidonias hybrida), Trauerseeschwalbe (Chlidonias niger), Weißstorch (Ciconia ciconia), Schwarzstorch (Ciconia nigra), Rohrweihe (Circus aeruginosus), Kornweihe (Circus cyaneus), Wiesenweihe (Circus pygargus), Wachtelkönig (Crex crex), Singschwan (Cygnus cygnus), Mittelspecht (Dendrocopos medius), Schwarzspecht (Dryocopus martius), Silberreiher (Egretta alba), Ortolan (Emberiza hortulana), Merlin (Falco columbarius), Wanderfalke (Falco peregrinus), Doppelschnepfe (Gallinago media), Kranich (Grus grus), Seeadler (Haliaeetus albicilla), Neuntöter (Lanius collurio), Schwarzkopfmöwe (Larus melanocephalus), Zwergmöwe (Larus minutus), Heidelerche (Lullula arborea), Blaukehlchen (Luscinia svecica), Zwergsäger (Mergus albellus), Schwarzmilan (Milvus migrans), Rotmilan (Milvus milvus), Fischadler (Pandion haliaetus), Wespenbussard (Pernis apivorus), Kampfläufer (Philomachus pugnax), Goldregenpfeifer (Pluvialis apricaria), Kleines Sumpfhuhn (Porzana parva), Tüpfelsumpfhuhn (Porzana porzana), Raubseeschwalbe (Sterna caspia), Fluss-Seeschwalbe (Sterna hirundo), Sperbergrasmücke (Sylvia nisoria), Bruchwasserläufer (Tringa glareola). 
Unter den Zugvögeln sind die folgenden Arten geschützt:
Teichrohrsänger (Acrocephalus scirpaceus), Spießente (Anas acuta), Löffelente (Anas clypeata), Krickente (Anas crecca), Pfeifente (Anas penelope), Stockente (Anas platyrhynchos), Knäkente (Anas querquedula), Schnatterente (Anas strepera), Blässgans (Anser albifrons), Graugans (Anser anser), Kurzschnabelgans (Anser brachyrhynchus), Waldsaatgans (Anser fabalis), Graureiher (Ardea cinerea), Tafelente (Aythya ferina), Reiherente (Aythya fuligula), Schellente (Bucephala clangula), Alpenstrandläufer (Calidris alpina), Sichelstrandläufer (Calidris ferruginea), Zwergstrandläufer (Calidris minuta), Temminckstrandläufer (Calidris temminckii), Flussregenpfeifer (Charadrius dubius), Sandregenpfeifer (Charadrius hiaticula), Weißflügelseeschwalbe (Chlidonias leucopterus), Höckerschwan (Cygnus olor), Baumfalke (Falco subbuteo), Blässhuhn (Fulica atra), Bekassine (Gallinago gallinago), Nördlicher Raubwürger (Lanius excubitor), Silbermöwe (Larus argentatus), Steppenmöwe (Larus cachinnans), Sturmmöwe (Larus canus), Lachmöwe (Larus ridibundus), Rohrschwirl (Locustella luscinioides), Nachtigall (Luscinia megarhynchos), Zwergschnepfe (Lymnocryptes minimus), Gänsesäger (Mergus merganser), Kolbenente (Netta rufina), Großer Brachvogel (Numenius arquata), Kormoran (Phalacrocorax carbo, P. c. sinensis), Kiebitzregenpfeifer (Pluvialis squatarola), Haubentaucher (Podiceps cristatus), Wasserralle (Rallus aquaticus), Uferschwalbe (Riparia riparia), Braunkehlchen (Saxicola rubetra), Waldschnepfe (Scolopax rusticola), Zwergtaucher (Tachybaptus ruficollis), Dunkler Wasserläufer (Tringa erythropus), Grünschenkel (Tringa nebularia), Waldwasserläufer (Tringa ochropus), Rotschenkel (Tringa totanus), Wiedehopf (Upupa epops), Kiebitz (Vanellus vanellus).
Im Herbst rasten regelmäßig bis zu 2600 durchziehende Kraniche auf zwei Schlafplätzen im Schutzgebiet. Der Winterbestand des Singschwans ist seit 1998 auf über 200 Exemplare angestiegen.